# انگلیسی پایه
انگلیسی پایه یا انگلیسی بنیادین یا انگلیسی بیسیک (به انگلیسی: Basic English) یک زبان کنترل‌شده برپایهٔ زبان انگلیسی است که چارلز کی آگدن، زبان‌شناس، نشانه‌شناس، و نویسندهٔ بریتانیایی، آن را در سال ۱۹۲۵، به‌عنوان یک زبان کمکیِ بین‌المللی ایجاد کرد، و در کمک به آموزش انگلیسی به‌عنوان زبان دوم مطرح ساخت.
انگلیسی پایه در اصل، یک زیرمجموعهٔ ساده از زبان انگلیسی رایج است.
آنچه امروز از نظام زبان انگلیسیِ آگدن به‌جا مانده‌است، فهرست ۸۵۰ واژهٔ پایه به‌عنوان دایرهٔ واژگانیِ سطح مبتدی است که در سراسر جهان تدریس می‌شود.